# Kylix (programspråk)
Kylix är en programmeringsmiljö för GNU/Linux utvecklad av Borland. Kylix stöder C, C++ och Delphi.